# Diaphanosoma leuchtenbergianum
Diaphanosoma leuchtenbergianum is een watervlooiensoort uit de familie van de Sididae. De wetenschappelijke naam van de soort is voor het eerst geldig gepubliceerd in 1854 door Fischer.